# Bakani
Bakani è una suddivisione dell'India, classificata come census town, di 7.937 abitanti, situata nel distretto di Jhalawar, nello stato federato del Rajasthan. In base al numero di abitanti la città rientra nella classe V (da 5.000 a 9.999 persone).

## Geografia fisica
La città è situata a 24° 16' 60 N e 76° 13' 60 E e ha un'altitudine di 353 m s.l.m..

## Società

### Evoluzione demografica
Al censimento del 2001 la popolazione di Bakani assommava a 7.937 persone, delle quali 4.149 maschi e 3.788 femmine. I bambini di età inferiore o uguale ai sei anni assommavano a 1.303, dei quali 679 maschi e 624 femmine. Infine, coloro che erano in grado di saper almeno leggere e scrivere erano 5.196, dei quali 3.198 maschi e 1.998 femmine.